# Distrito Escolar de Anderson No. 5
El Distrito Escolar de Anderson No. 5 (Anderson School District Five o Anderson Five) es un distrito escolar del condado de Anderson, en el estado de Carolina del Sur, Estados Unidos. Tiene su sede en la ciudad de Anderson.
El superintendente del distrito es Tom Wilson desde 2016, y el consejo escolar está formado por un chairman y ocho miembros.

## Centros escolares

### High schools
- T. L. Hanna High School
- Westside High School

## Institutos de educación secundaria
- Robert Anderson Middle School
- Glenview Middle School
- McCants Middle School
- Southwood Academy of the Arts

### Centros de educación primaria
- Calhoun Academy of the Arts
- Centerville Elementary School
- Concord Elementary School
- Homeland Park Primary School
- McLees Elementary School
- Midway Elementary School
- Nevitt Forest Elementary School
- New Prospect Elementary School
- North Pointe Elementary School
- Varennes Elementary School
- Whitehall Elementary School

### Centros de educación preescolar
- South Fant School of Early Education
- West Market School of Early Education

### CF Reames Education Center
- Anderson Five Virtual Academy
- Anderson Five Charter School
- Anderson Five Bridge Academy

### Centros de formación para adultos
- Anderson Institute of Technology 3, 4, & 5
- Anderson Adult Education Center 3, 4, & 5